# Mangaharakeikei Falls
Die Mangaharakeikei Falls sind ein Wasserfall des Mangaharakeikei Stream im Gebiet der Ortschaft Tokamaru in der Region Manawatū-Whanganui auf der Nordinsel Neuseelands. Er liegt am nordwestlichen Rand der Tararua Range. Seine Fallhöhe über mehrere Stufen beträgt rund 60 Meter.
Zum Wasserfall besteht kein direkter Zugang. Er ist vom New Zealand State Highway 57 südlich des Ortszentrums von Tokamaru in östlicher Blickrichtung zu sehen.